# ヴォロガセス5世
ヴォロガセス5世（Vologases V、? - 208年、在位：191年 - 208年）は、アルサケス朝パルティアの王。単独王としては事実上最後のパルティア王となった。

## 来歴
パルティア王ヴォロガセス4世の死に際してその権力基盤を継承し、メディアで王位を主張していたオスロエス2世を破って単独の王となった。どういう経緯で彼が王座についたのかは明らかではない。

### ローマとの戦争
193年頃、ローマ皇帝コンモドゥスが側室や親衛隊などの手で暗殺され、新たにペルティナクスがローマ皇帝となった。だがペルティナクスもわずか3ヶ月で暗殺され、ローマでは何人もの皇帝が乱立し、深刻な内乱が発生した。これに対してヴォロガセス5世は乱立したローマ皇帝の1人ニゲルを支持し、ローマ領シリア、そしてアナトリア東部に侵入した。
ローマの内乱では属州パンノニアの総督であったセプティミウス・セウェルス（ポエニ系の人物であり、彼の家族はフェニキア語しか話せなかったという）がローマ市に無血入場し、他の皇帝に対し優位にたった。セウェルスはニゲルに対抗してアナトリアへ向かい、パルティア軍はニシビス（現トルコ領ニサイビン）でこれに対したが敗れて撤退した。
196年、ガリアでの反乱鎮圧のためにセウェルスが西へ向かうと、ヴォロガセス5世は反撃に転じたが、従属王国の1つアディアベネ王国の王ナルセスの反乱が発生したためこれを攻撃してナルセスを殺した。197年にはセウェルスが再び前線に戻り、パルティア領内に侵入してきた。ヴォロガセス5世は兵力をまとめてクテシフォンまで撤退したが、劣勢となり更に退却したため198年にはクテシフォンはローマに占領された。
しかし補給部隊を叩いてローマ軍を撤退に追い込むことに成功し、戦争は終結した。

### ペルシスの反乱
パルティアの従属王国の1つ（従属王国の中では最大）ペルシス王国では208年頃にパーパクが王位につき、彼の下で反乱が発生した。ヴォロガセス5世はこれを鎮圧したが、パーパクの廃位には至らずペルシスは再びパルティアの宗主権下に収まった。だが、この年は後のサーサーン朝の紀元年とされることになる。
208年にヴォロガセス5世は死去し、彼の2人の息子ヴォロガセス6世とアルタバヌス4世は王位継承を巡って激しく争うことになる。